# Ficus nervosa
Ficus nervosa là một loài thực vật có hoa trong họ Moraceae. Loài này được B.Heyne ex Roth mô tả khoa học đầu tiên năm 1821.

## Hình ảnh

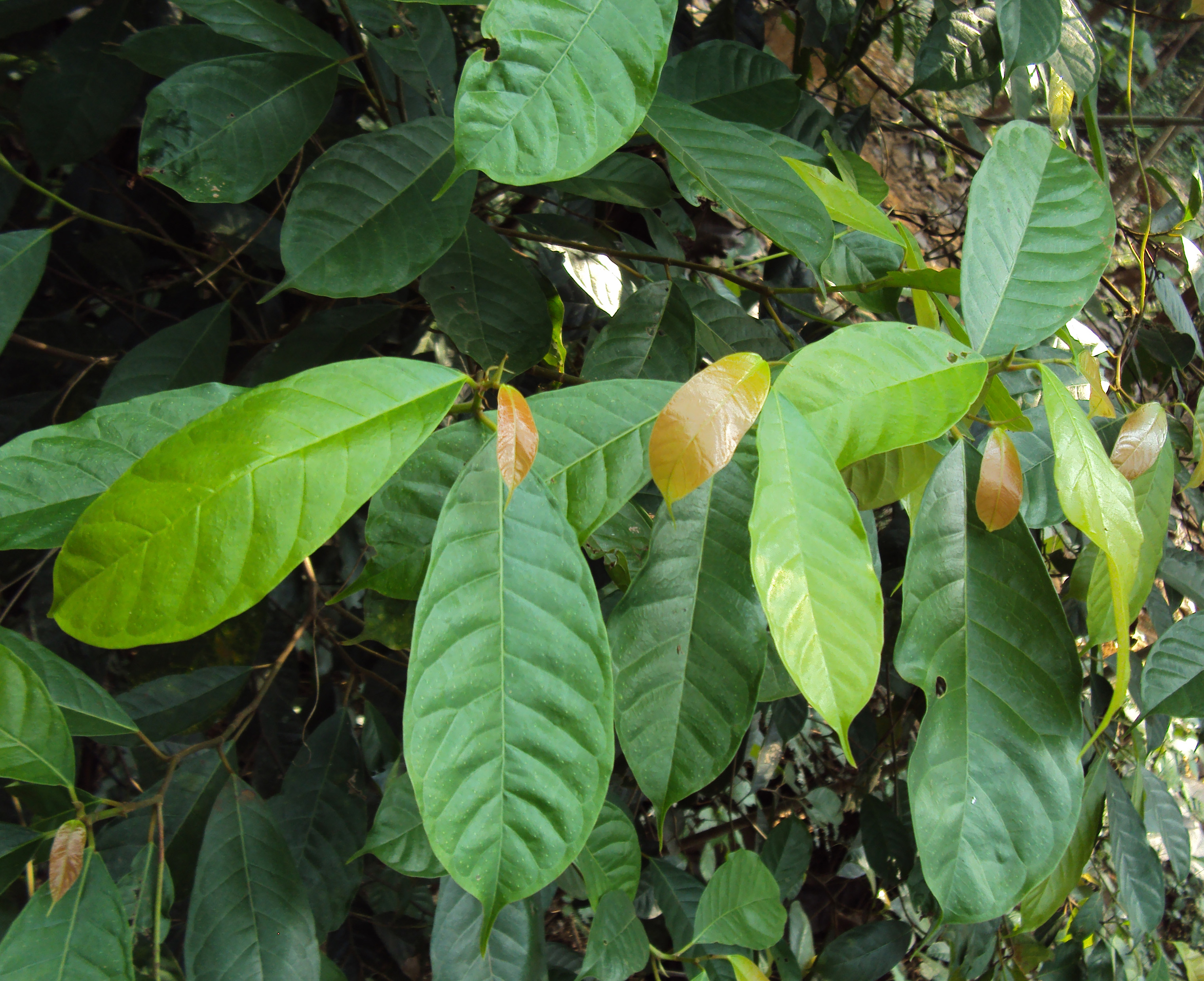
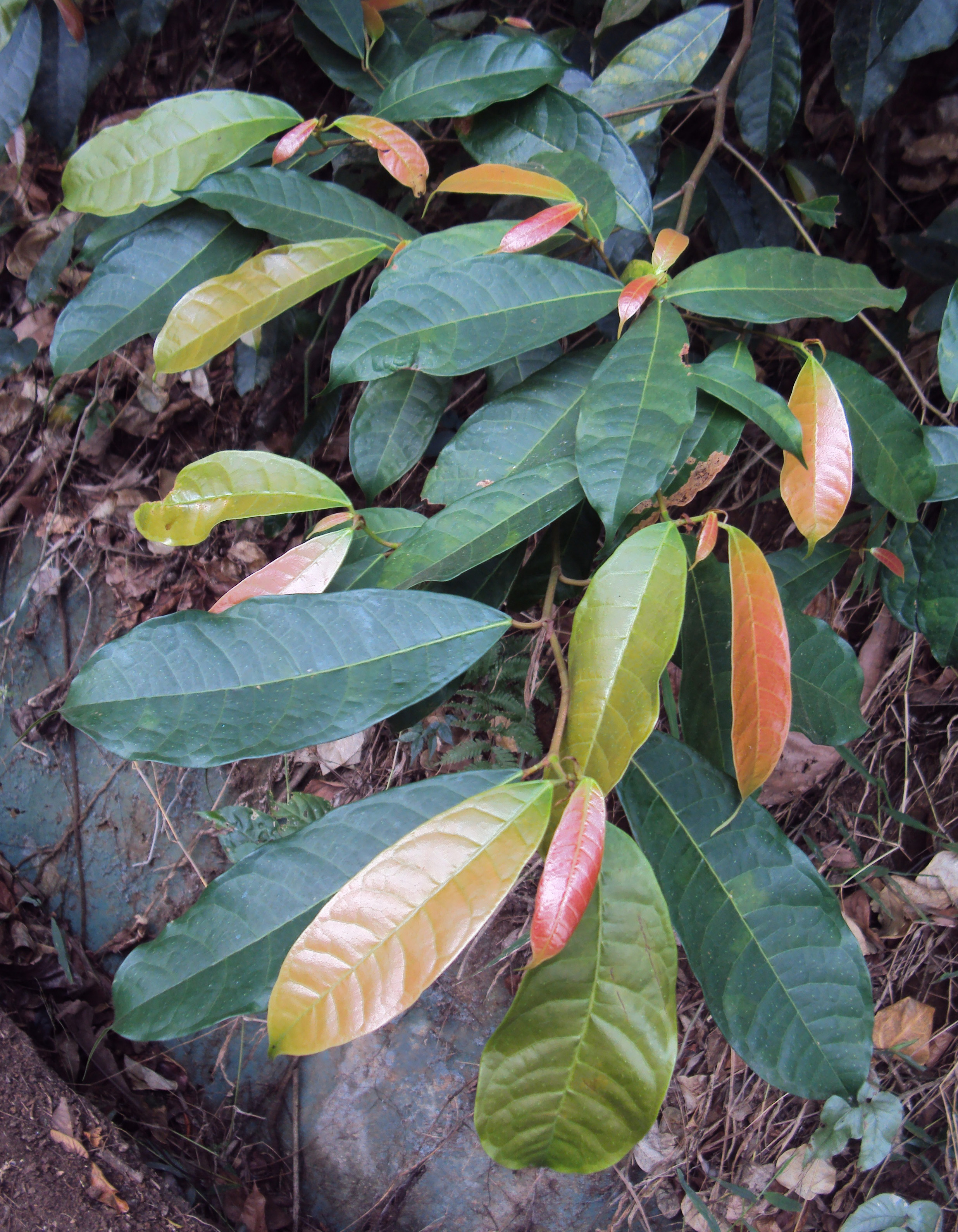
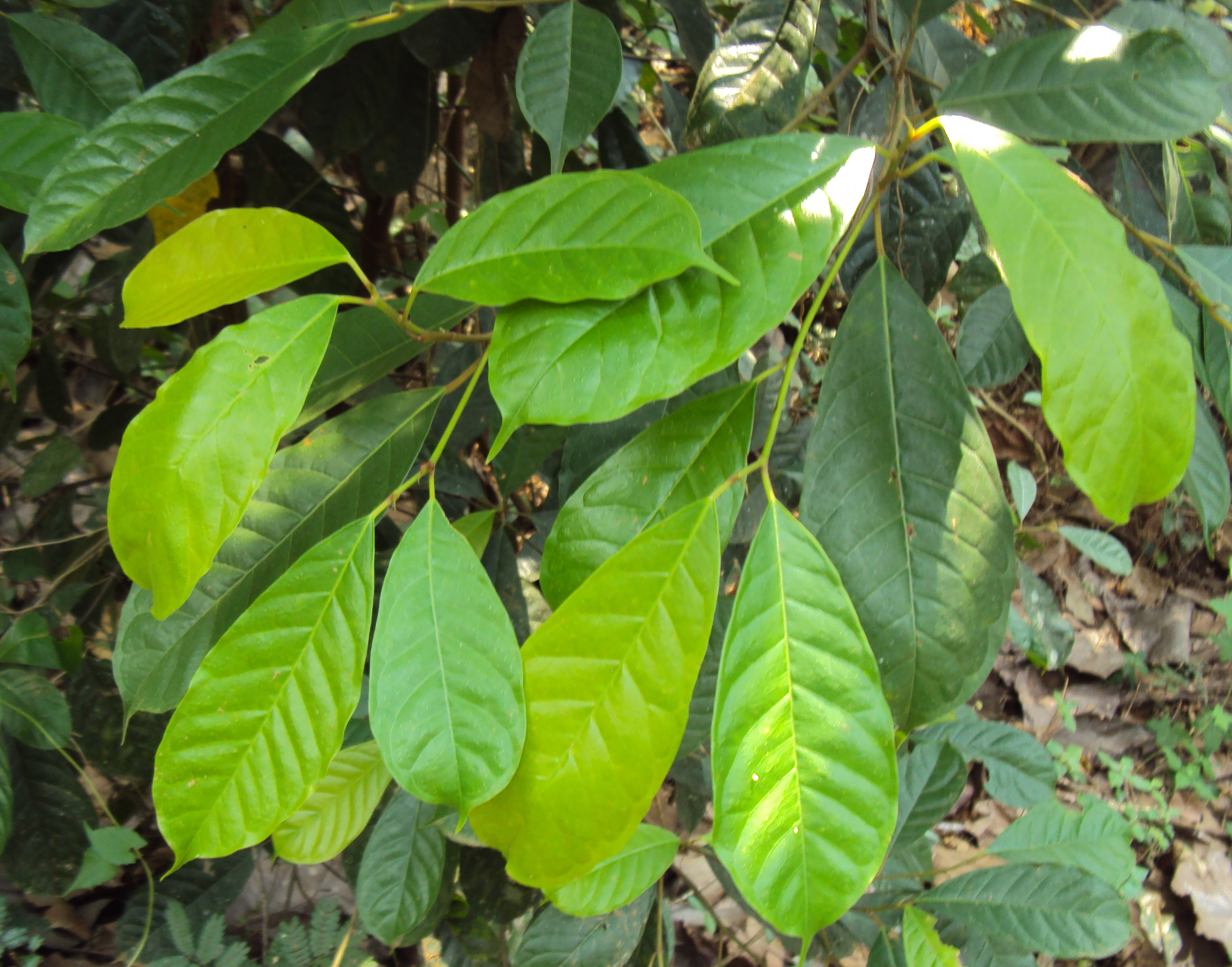
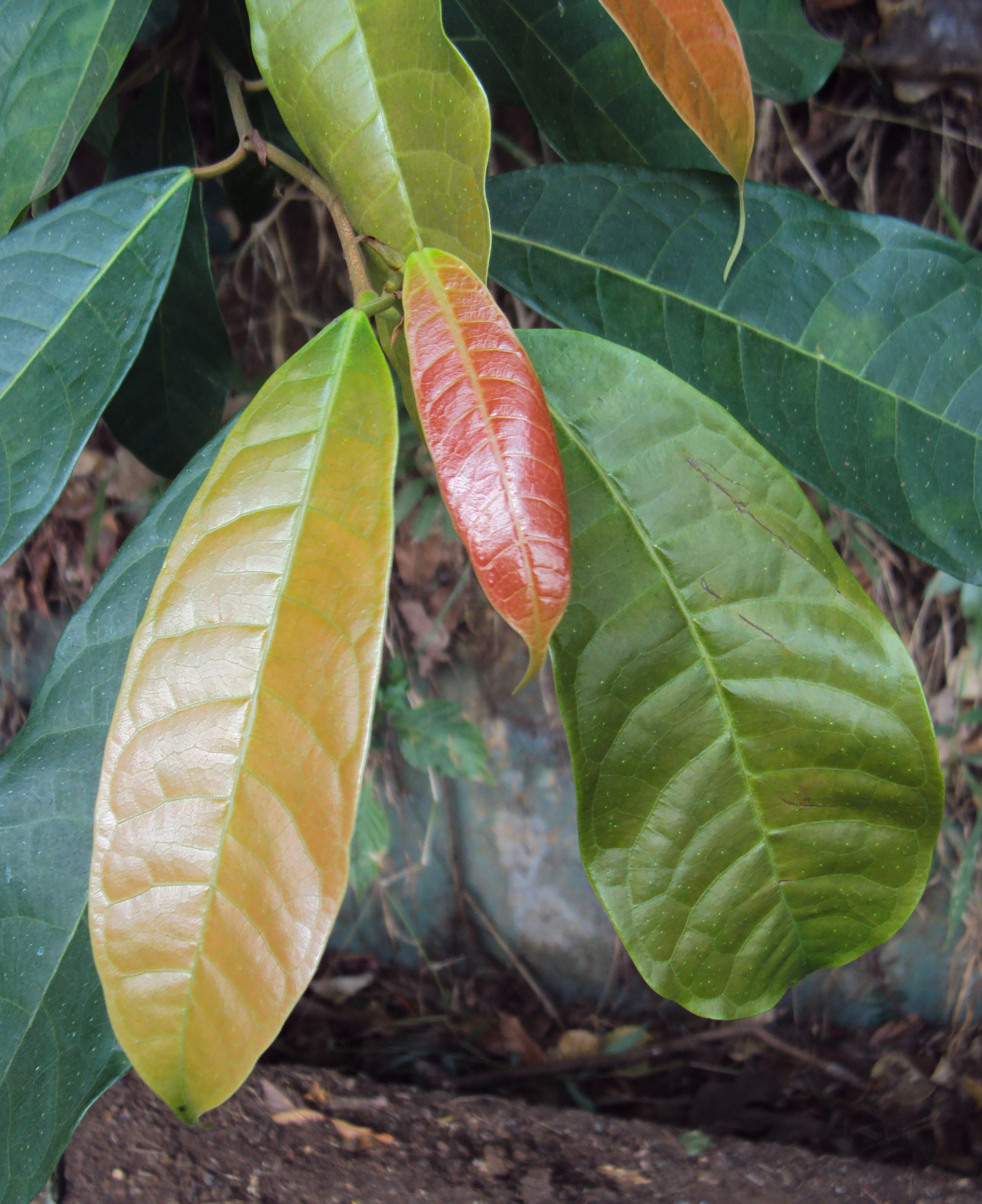